# 890 a.C.
L'890 a.C. (DCCCXC a.C. in numeri romani) è un anno  del IX secolo a.C.

## Eventi
- Tukulti-Ninurta II è sovrano di Assiria.